# Глоттальная теория
Глоттальная теория — гипотеза, реинтерпретирующая реконструкцию праиндоевропейских смычных согласных. Была выдвинута в начале 1970-х Тамазом Гамкрелидзе и Вячеславом Ивановым, а также независимо от них Полом Хоппером.

## Предыстория
Первоначально система смычных праиндоевропейского языка реконструировалась как четырёхсерийная (звонкие — звонкие придыхательные — глухие — глухие придыхательные). Однако позднее от реконструкции серии глухих придыхательных отказались: они встречались крайне редко, а ларингальная теория объясняла их как континуанты сочетаний глухих с «ларингалами». Таким образом, как традиционная в науке закрепилась трёхсерийная реконструкция (звонкие — звонкие придыхательные — глухие).
Отправной точкой для глоттальной теории стала высказанная в 1957 Р. Якобсоном мысль, что традиционная трёхсерийная реконструкция типологически недостоверна, поскольку звонкие придыхательные обычно присутствуют в языках, в которых имеются глухие придыхательные (чуть ранее, в 1955 году схожее наблюдение было сделано А. Мартине).
Другой важной предпосылкой стала замеченная Х. Педерсеном редкость фонемы *b в праиндоевропейском языке (на основании чего Педерсен даже реинтерпретировал праиндоевропейские глухие как звонкие, а звонкие как глухие с последующим передвижением согласных, но эта идея не нашла поддержки у других учёных).

## Описание
Выдвинута в 1972 г. Т. В. Гамкрелидзе и В. В. Ивановым и, независимо от них, в 1973 г. П. Дж. Хоппером. Согласно глоттальной теории, реконструируемые традиционно три серии индоевропейских смычных согласных:
- I звонкие неаспирированные, II звонкие аспирированные, III глухие,

— реинтерпретируются в виде серий:
- I (глухие) абруптивные, II звонкие, III глухие.

По схеме Т. В. Гамкрелидзе и Вяч. Вс. Иванова, II и III серии представлены аспирированными звонкими и глухими согласными (аспирация которых фонетически релевантна, но фонологически избыточна), по схеме П.Дж. Хоппера, — звонкими (с придыхательной фонацией – “murmured”) и глухими. Наиболее полно теория изложена в монографии Т. В. Гамкрелидзе и Вяч. Вс. Иванова (1984 г.).
Реинтерпретация была вызвана отсутствием в языках мира типологических аналогов традиционной схеме как в общем составе серий (наличие серии звонких аспират при отсутствии самостоятельной серии глухих аспират), так и в инвентаре I серии (отсутствие или слабая позиция b при наличии bh). Результатом реинтерпретации явилась принципиально новая парадигма индоевропейской фонологической и морфонологической системы. В её рамках находит типологическое обоснование общий состав серий, ущербность позиции абруптивного [р'], а также непротиворечиво объясняются комбинаторные ограничения и позиционная презентация смычных: несовместимость в пределах корня двух согласных I серии (артикуляторное неудобство сочетания двух абруптивных); совместимость согласных II серии, но с разными знаками аспирации (реинтерпретация закона Грассмана как синхронного правила распределения аллофонов в индоевропейском корне, а не диахроническая дезаспирация первого согласного); совместимость согласных III серии.
По-новому трактуются рефлексы индоевропейских согласных в языках-наследниках: наиболее архаичными оказываются консонантные системы германских, армянского, хеттского языков, считавшиеся традиционно «продвинутыми»: отражение согласных I серии в виде глухих смычных в общегерманском и армянском является относительно близким фонетически к индоевропейскому прототипу, как и отражение их в анатолийских (хетто-лувийских) языках. Системы арийских (то есть, индоарийских, иранских, нуристанских), балто-славянских, греческого, кельтских, италийских и других языков, в которых согласные I серии продолжаются в виде звонких, оказываются инновационными. Архаичными предстают в арийских языках глухие согласные, продолжающие I серию, в исходе корня перед постфиксами, что прежде рассматривалось как результат позднего оглушения звонких неаспирированных (реинтерпретация закона Бартоломе).
Р. Бекес, поддерживающий глоттальную теорию, трактует праиндоевропейские глоттализованные как преглоттализованные, и полагает, что это объясняет действие закона Лахмана в латыни и Винтера в балтославянских языках.

## Критика теории
Хотя, как правило, в языках, имеющих звонкие придыхательные, присутствуют также и глухие придыхательные, существуют живые языки, в которых представлена «традиционная» праиндоевропейская система смычных — мадурский язык и келабит.
В 2000-х годах С. А. Старостин предложил альтернативную интерпретацию «глоттальных» не только в праиндоевропейском языке, но и в ностратическом. При этом данные картвельских языков интерпретированы им как заимствования особенностей произношения оригинального ряда звуков (то есть их абруптивную, усиленную артикуляцию). Афразийские языки этот исследователь выделял в отдельную, хотя и родственную макросемью.
Эти аргументы в основном сводятся к следующим:
1. Ни в одном индоевропейском языке не сохранилось глоттализованных, включая хетто-лувийские, с ларингальным согласным, представляющим собой уникальный архаизм. На месте этих согласных мы встречаем либо звонкие (в большинстве языков), либо глухие (германские, армянский).
2. Ни в одном языке мира не засвидетельствовано озвончение глоттализованных в начальной позиции (а индоевропейские корни с начальными «глоттализованными» встречаются довольно часто). Таким образом, система, созданная для того, чтобы заменить типологически неоправданную реконструкцию на типологически оправданную, сама оказалась типологически неоправданной.
3. Лексические параллели между индоевропейским и картвельским (независимо от того, считать ли их родственными — ностратическими — словами или заимствованиями из одного праязыка в другой) демонстрируют соответствия картвельских глоттализованных индоевропейским глухим, а индоевропейских «глоттализованных» картвельским глухим.
Примеры
- пра-карт. *ṗir- ‘край’ ~ пра-и.е. *per- ‘передний край’, ср. рус. перед
- пра-карт. *lṭw- ‘мочить’ ~ пра-и.е. *lat- ‘влажный, жидкий’, ср. лат. latex ‘влага, жидкость’
- пра-карт. *maṭl- ‘червь’ ~ пра-и.е. *mat- ‘личинка, червь’, ср. рус. мотыль
- пра-карт. *ḳwer- ‘круглый’ ~ пра-и.е. *kwel- ‘крутиться, вертеться’, ср. рус. колесо
- пра-карт. *mḳerd- ‘грудь’ ~ пра-и.е. *ḱerd- ‘сердце’, ср. рус. сердце
- пра-карт. *q̥ur- ‘ухо’ ~ пра-и.е. *ḱleṷ- ‘слушать, слышать’, ср. рус. слушать, слышать
- пра-карт. *tx- ‘проливать’ ~ пра-и.е. *deH- ‘жидкий, течь, капать’, ср. названия рек индоиранского происхождения: Дон, Днепр и т. п.
- пра-карт. *kwal‑/kwel- ‘холодный’ ~ пра-и.е. *ĝel- ‘холодный’, ср. лат. gelidus, нем. kalt

То же самое относится и к классической ностратической реконструкции Иллича-Свитыча — Долгопольского, где постулируемая Гамкрелидзе и Ивановым глоттальная глухая серия является простой неглоттальной, а глоттальной является индоевропейская чисто глухая серия, что типологически оправдано и верно для ностратических языков. Все это привело его к альтернативным объяснениям через «сильные» глухие согласные.